# Copa Cuadrangular de Concordia
En el marco de preparación para la Liga Nacional de Básquetbol se juega el cuadrangular organizado por la Asociación de Integración de Actividades Deportivas, Recreativas y Sociales (AIADRES) de Concordia, Entre Ríos.
Del Cuadrangular fueron de la partida los clubes Regatas Corrientes, Centro Juventud Sionista, Estudiantes y Obera TC.
La competencia, que se desarrolló en el estadio de Estudiantes de Concordia, comenzó el 17 de septiembre y se prolongó hasta el 19 de septiembre de 2011.

## Campeón
- Campeón Regatas Corrientes.[1]

## Resultados
Semifinal
- Regatas vs Obera TC: 68-67
- Sionista vs Estudiantes: 67-49.

3° puesto
- Obera TC vs Estudiantes: 52-69.

Final
- Regatas vs Sionista: 81-74

## Posiciones
| Equipo                   | Pts | PJ | PG | PP | DP  |
| ------------------------ | --- | -- | -- | -- | --- |
| Regatas Corrientes       | 2   | 2  | 2  | 0  | +8  |
| Centro Juventud Sionista | 2   | 2  | 1  | 1  | +12 |
| Estudiantes              | 2   | 2  | 1  | 1  | -1  |
| Obera TC                 | 2   | 2  | 0  | 2  | -18 |